# Dionys van Nijmegen

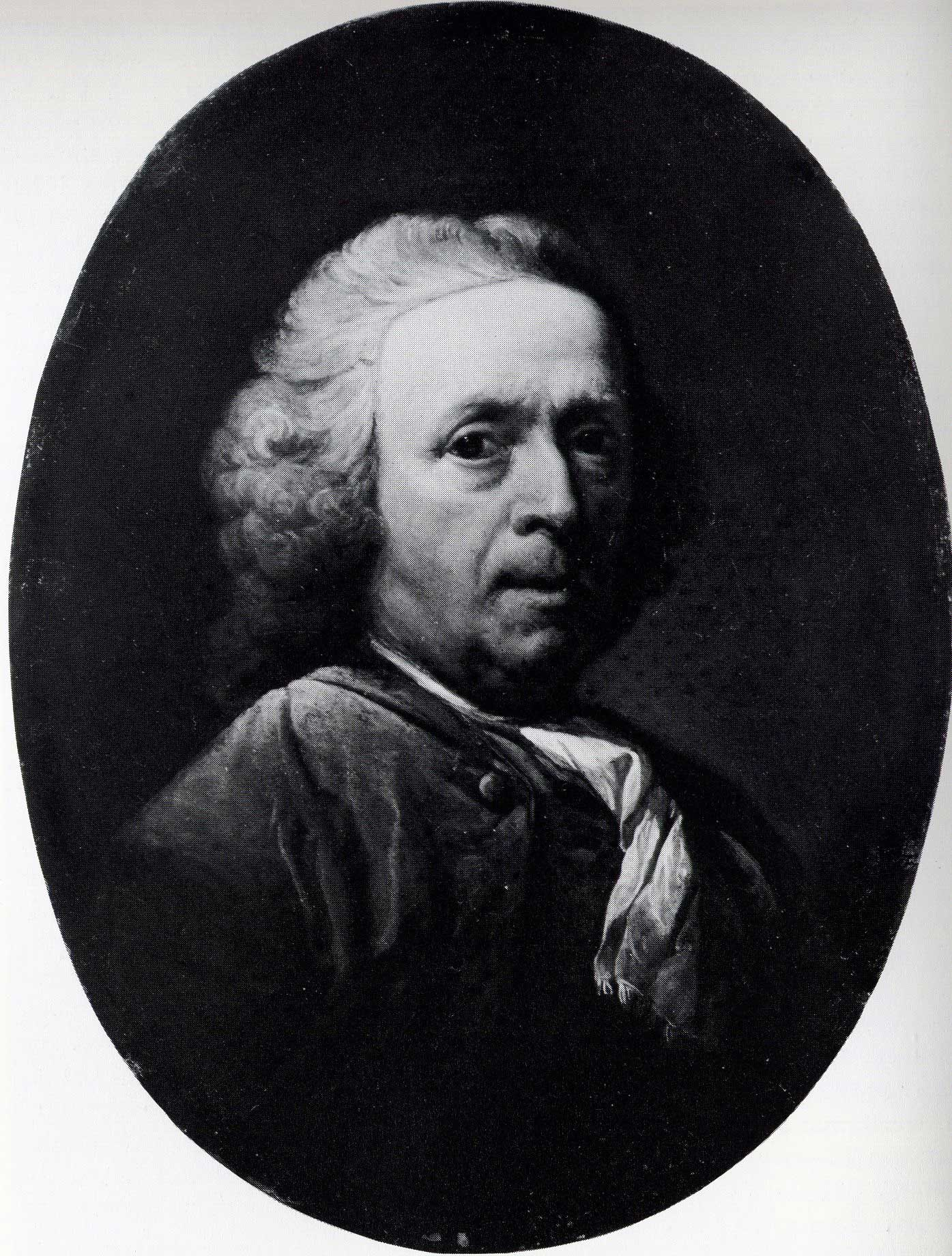
Zelfportret Dionys van Nijmegen (1705-1798)

Dionys van Nijmegen (Rotterdam, gedoopt 7 april 1705 - aldaar, 22 augustus 1798) was een Nederlandse kunstschilder.

## Leven en werk

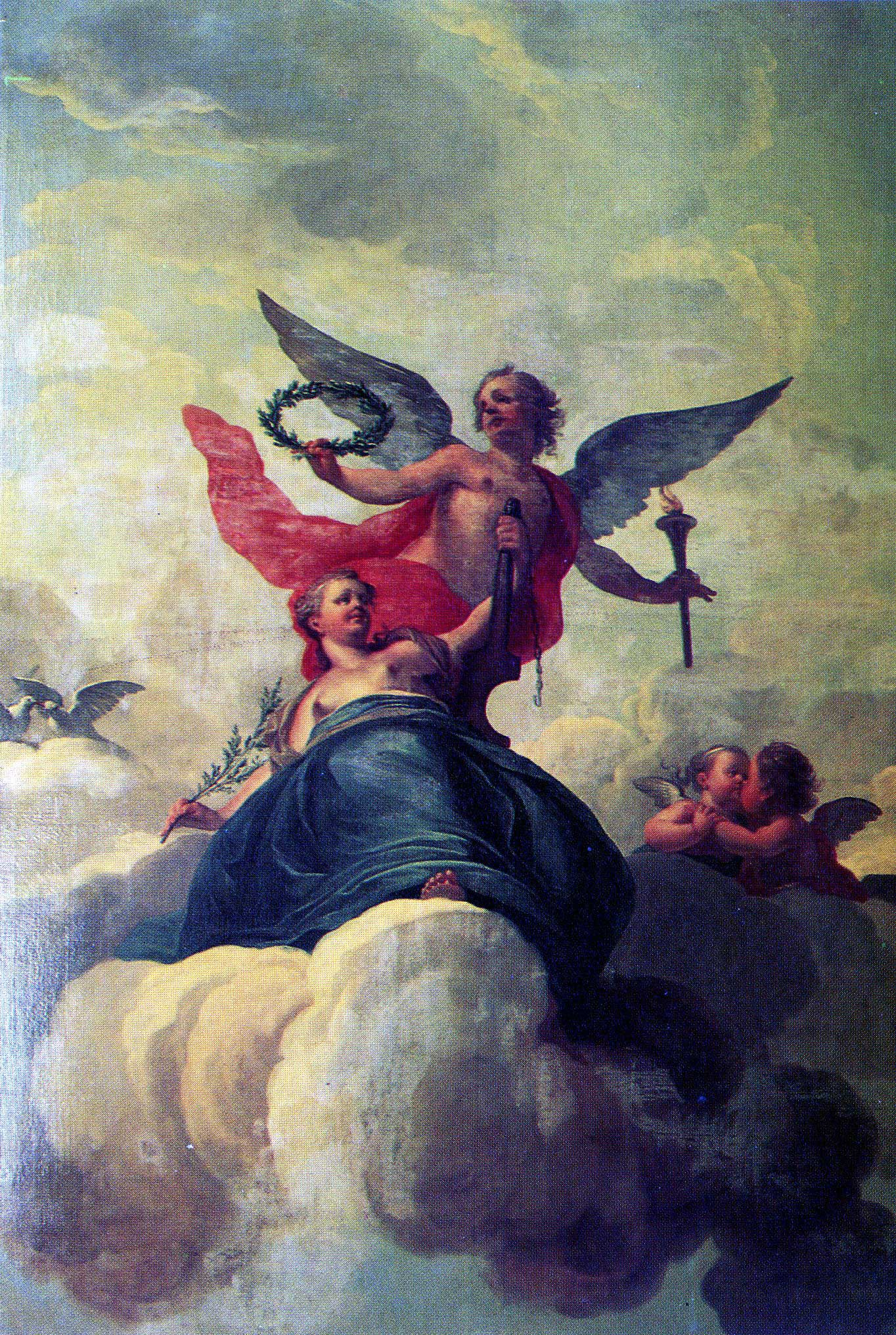
Plafondschildering uit 1730 door Dionys van Nijmegen in het Huis Van Strijen te Gouda

Van Nijmegen was een zoon van de Rotterdamse schilder Elias van Nijmegen. Hij werd als schilder opgeleid door zijn vader en door Jacob de Wit. Vanaf 1743 was Van Nijmegen lid van het plaatselijke Sint Lucasgilde van Rotterdam. Net als zijn vader vervaardigde hij diverse schilderingen in patriciërswoningen. Hij maakte naam als behangselschilder en vervaardiger van plafond- en schoorsteenstukken. Daarnaast schilderde hij ook portretten en familiegroepen en arcadische taferelen. Van zijn interieurstukken is weinig overgebleven. In Gouda is in het huis van de 18e-eeuwse burgemeester Willem van Strijen werk van hem bewaard gebleven. In Leiden bevinden zich in een pand aan de Hooigracht nog twee van zijn werken. In het Rijksprentenkabinet te Amsterdam bevindt zich een schetsboek van Van Nijmegen, met onder meer een ontwerp voor de schilderingen in Gouda. Ook zijn enkele  van zijn tekeningen en portretten, waaronder een zelfportret, in het bezit van het Rijksmuseum te Amsterdam.
Hij was de vader van Gerard van Nijmegen, die hij opleidde tot schilder. Zijn zoon was aanvankelijk bij hem werkzaam als schilder van behang- en schoorsteenstukken. Van Nijmegen overleed in augustus 1798 op 93-jarige leeftijd te Rotterdam.
- Biografisch Portaal: 00491614
- Gemeinsame Normdatei: 1019747315
- International Standard Name Identifier: 0000 0000 6903 0831
- RKD-Nederlands Instituut voor Kunstgeschiedenis: 59623
- Union List of Artist Names: 500018060
- Virtual International Authority File: 95791854
- WorldCat: E39PBJv4fKPkcP8XX67fYdWCcP